# Verwaltungsgemeinschaft Grenzland
Die Verwaltungsgemeinschaft Grenzland lag im thüringischen Landkreis Nordhausen.

## Gemeinden
- Branderode
- Holbach
- Klettenberg
- Liebenrode
- Limlingerode
- Mackenrode
- Obersachswerfen
- Schiedungen
- Trebra

## Geschichte
Die Verwaltungsgemeinschaft wurde am 13. Juni 1991 gegründet. Am 17. Oktober 1996 erfolgte die Auflösung durch Bildung der Einheitsgemeinde Hohenstein aus den Mitgliedsgemeinden.